# Nynäshamns Ångbryggeri
Nynäshamns Ångbryggeri är ett svenskt mikrobryggeri i Nynäshamn. Bryggeriet utvecklades ur en herrklubb bildad 1988. De började brygga kommersiellt 1997. Samtliga öl är döpta efter geografiska namn i Nynäshamns skärgård.
I sortimentet finns produkter som Bedarö Bitter, Landsort Lager och Smörpundet Porter. Man experimenterar mycket och lanserar ibland tillfälliga ölsorter. Under 2019 bryggdes 900 000 liter öl.
Bryggeriet arrangerade under tidigt 2000-tal en årlig fatölsfestival.